# António Rui de Noronha
António Rui de Noronha, né le 29 octobre 1909 à Lourenço Marques (auj. Maputo, capitale du Mozambique) et mort le 25 décembre 1943, à l'âge de 34 ans, dans la même ville, est un poète, écrivain et journaliste de langue portugaise considéré comme le père de la poésie mozambicaine. Ses sonnets (Sonetos) sont publiés à titre posthume en 1949.
Rui de Noronha introduit dans la poésie africaine un ton nouveau, ironique et sans concessions. Il s'attaque notamment aux représentations de l'historiographie officielle et propose un autre point de vue, « déconstruisant les stéréotypes occidentaux à l’égard des Noirs, et, parmi ces images, celle qui lie ces derniers à une sauvagerie aux émotions incontrôlées ».
Fonctionnaire des Chemins de fer, également journaliste, il collabore à la très influente revue O Brado Africano, ainsi qu'à d'autres périodiques, tels que O Programa dos Teatros, A Miragem, O Emancipador, O Notícias.
Son œuvre reflète ses origines métisses – un père indien et une mère africaine –, puisant volontiers dans la poésie européenne classique, la langue locale (le ronga), les références bibliques et les nouvelles technologies.
Le critique portugais d'origine mozambicaine Eugénio Lisboa, volontiers provocateur, juge sa poésie assez médiocre, mais d'autres confrères lui reconnaissent une place significative dans l'histoire de la littérature du Mozambique.